# ʿUmar ibn al-Chattāb

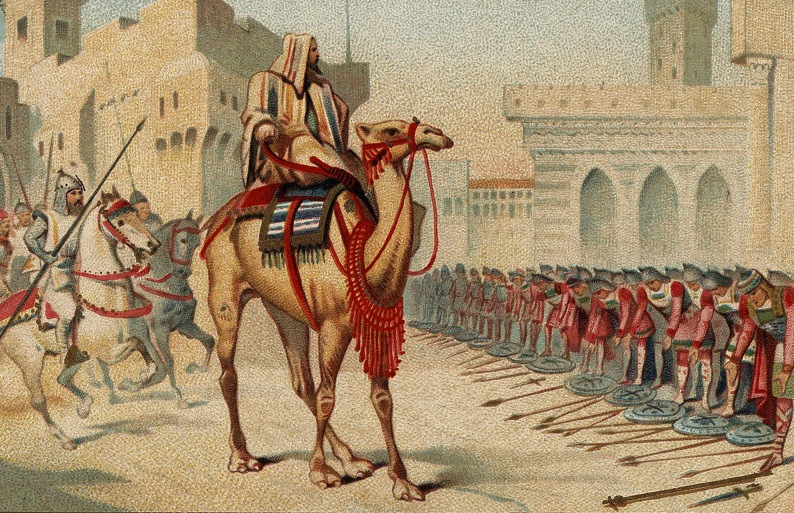
Umar ibn al-Chattab auf dem Dromedar bei der Eroberung Jerusalems (französische Darstellung)

Abū Hafs ʿUmar ibn al-Chattāb (arabisch أبو حفص عمر بن الخطاب, DMG Abū Hafṣ ʿUmar bin al-Ḫaṭṭāb; geboren 592 in Mekka; gestorben am 3. November 644 in Medina), oft kurz Omar und mit dem Beinamen al-Fārūq („der die Wahrheit von der Lüge unterscheidet“), ist laut sunnitischer Ansicht der zweite islamische Kalif (634–644). Sunniten betrachten ihn als einen der vier „rechtgeleiteten“ Kalifen. Die imamitischen Schiiten erkennen ihn dagegen nicht als Kalifen an.

## Leben vor der Erhebung zum Kalifen
ʿUmar wurde 592 in Mekka als Sohn al-Chattābs, eines einflussreichen Angehörigen der Quraisch, geboren. Seine Mutter hieß Hantama / حنتمة. Er wurde im Kriegshandwerk ausgebildet und erlernte die Kunst der öffentlichen Rede. Sodann wurde er von seinem Vater mit Handelsgeschäften betraut, die ihn in verschiedene Länder führten.
Eine seiner Schwestern hieß Fātima bint al-Chattāb, die mit ihrem Gatten Saʿīd ibn Zaid, einem Vetter ʿUmars, zum Islam übertrat.
Zunächst war ʿUmar ein erbitterter Feind der Muslime und des Propheten Mohammed. Im Jahr 616 wurde er jedoch von seiner Schwester zum Übertritt zum Islam bewogen und schloss sich Mohammed an. Nach der Übersiedlung nach Yathrib (Yaṯrib, später: Medina) erhielt ʿUmar von dem dortigen jüdischen Clan der Banū Hāriṯa das Landgut Thamgh (Ṯamġ), das er zur Sadaqa oder zum Waqf erklärte.
Nach dem Sieg bei Badr fiel er durch seine Härte gegenüber den mekkanischen Kriegsgefangenen auf. Während sich Abū Bakr in dieser Situation für die Freilassung der Gefangenen gegen eine Lösegeldzahlung einsetzte, forderte ʿUmar ihre Hinrichtung. Wörtlich soll er zu Mohammed gesagt haben: „Sie haben Dich zum Lügner erklärt und vertrieben. Lass sie antreten und schlage ihnen die Köpfe ab!“
Vor seinem Tod bat Abu Bakr ʿUthmān ibn ʿAffān, sein Testament zu verfassen, in dem er ʿUmar zu seinem Nachfolger erklärte.

## Kalifat

### Eroberung des Vorderen Orients
Nach dem Tod Abū Bakrs 634 und ʿUmars Ernennung zum Kalifen stieg das Kalifat in wenigen Jahren zur Großmacht im Nahen Osten auf. So wurden Palästina (634) und Ägypten (639–642) durch ʿAmr ibn al-ʿĀs, Syrien durch Chālid ibn al-Walīd und der Irak durch Saʿd ibn Abī Waqqās (636) erobert. 636 gelangen den Muslimen am Yarmuk in Syrien und bei Qadisiyya im Irak entscheidende Siege über die Byzantiner und Perser. Im Februar 638 zog Kalif ʿUmar in das eroberte Jerusalem ein.

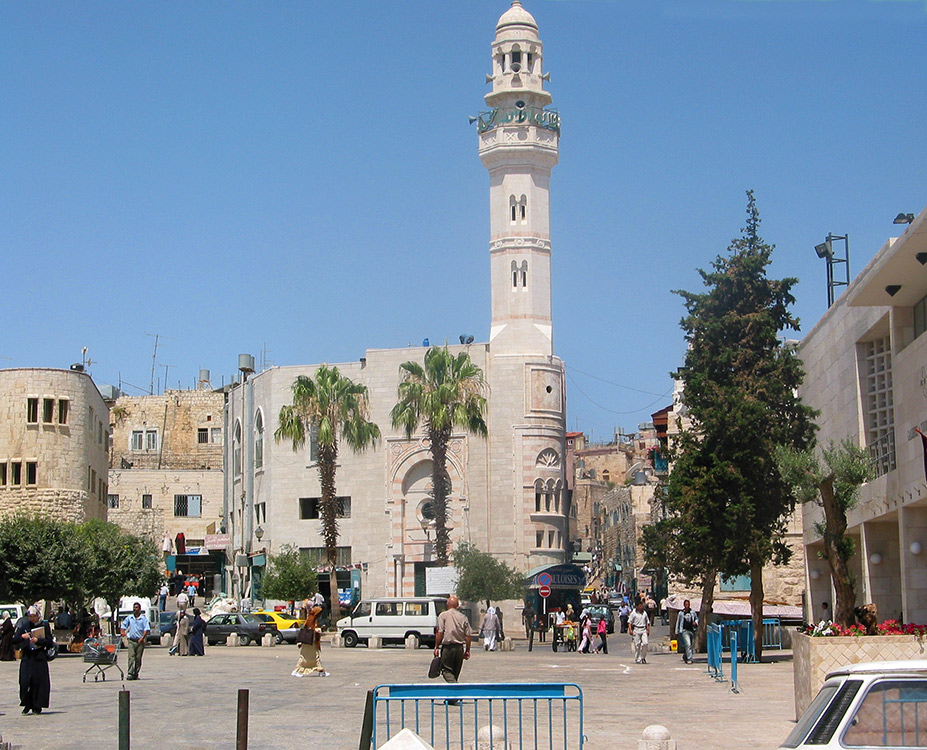
Viele Moscheen wurden nach ʿUmar benannt, so auch die Omar-Moschee (Bethlehem).

Nach 640 wurde mit Istachr die Residenz der Sassaniden von den Muslimen attackiert und im Jahr 649 schließlich erobert und zerstört. Mit dem Sieg über die Perser bei Nehawend in Medien 642 brach das neupersische Sassanidenreich endgültig zusammen. Byzanz konnte sich aber nach dem Verlust von Syrien und Ägypten in Anatolien gegen die weiteren Angriffe der Muslime behaupten.
Diese ausgedehnten Eroberungen (siehe auch Islamische Expansion), die oft durch den Abschluss von Verträgen mit der unterworfenen Bevölkerung erleichtert wurden, machten bald Regelungen über die Organisation und Verwaltung des Reiches notwendig. Die Kernbestimmungen der Verträge sind auch als Pakt des ʿUmar bekannt. Den Christen Syriens wurde freie Religionsausübung zugesichert, allerdings wurden zugleich verschiedene Restriktionen erlassen, welche ihre Unterwerfung unter die neuen muslimischen Herren verdeutlichten.

Zeit der Kalifen:
Ausbreitung unter dem Propheten Mohammed, 622–632
Ausbreitung unter den vier „rechtgeleiteten Kalifen“, 632–661 (darunter als zweiter Kalif des Islam, ʿUmar ibn al-Chattāb (634–644))
Ausbreitung unter den Umayyaden, 661–750

### Staatliche Organisation
Auf der Tagung von al-Dschābiya, die nach der Eroberung Jerusalems stattfand, legte ʿUmar mit den Heerführern die Organisation des Reiches und die Verteilung der Kriegsbeute fest. Zur Sicherung der Einkommen der Kämpfer und Gefährten Mohammeds führte er ein Zentralregister (dīwān) ein, in dem die Zahlungen eingetragen wurden, die der Staat regelmäßig jeder Person zukommen ließ. Zur Verwaltung der Ausgaben und Einnahmen wurde eine Staatskasse (bait al-māl) eingerichtet. Die Heerführer, die in den verschiedenen Ländern stationiert waren, wie etwa ʿAmr ibn al-ʿĀs im neueroberten Ägypten, wurden dazu aufgefordert, die Hälfte ihrer Einkünfte in diese Staatskasse einzuzahlen.
Den sogenannten Sawād, das fruchtbare Schwemmland des südlichen Irak, soll ʿUmar zu unveräußerlichem Staatsgut erklärt haben; ob und inwieweit das allerdings wirklich der Fall war, war noch über Jahrhunderte umstritten, und die arabischen Quellen machen darüber widersprüchliche Angaben. Die auf diesem Gebiet ansässigen Notabeln (dahāqīn), die in sassanidischer Zeit die Gerichtsbarkeit in den Dörfern innegehabt hatten und für die Einsammlung der Steuern verantwortlich gewesen waren, beließ ʿUmar in ihren Ämtern, sofern sie diese Steuern an ihn abführten. Um die Größe und Anzahl der Ländereien im Sawād zu erfassen und herauszufinden, wie hoch die von den Dahāqīn entrichteten Steuern vorher gewesen waren, sandte er zwei Kommissionen aus, die unter der Leitung ʿUthmān ibn Hunaif bzw. Hudhaifa ibn al-Yamān standen und vor Ort Ermittlungen anstellten. Das Land derjenigen, die im Krieg getötet worden oder geflohen waren, sowie das Land, das dem sassanidischen Herrscher und seiner Familie gehört hatte, konfiszierte ʿUmar und unterstellte es seiner direkten Kontrolle.
Von großer Bedeutung war, dass ʿUmar im Jahre 638 eine neue Zeitrechnung einführte. Anlass dafür waren Streitigkeiten in Armeeteilen über Datierungsfragen. Als erstes Jahr der neuen Zeitrechnung wurde das Jahr der Auswanderung des Propheten von Mekka nach Medina festgelegt, das am 16. Juli 622 begann. Damit wurde eine wichtige staatliche Maßnahme zur Vereinheitlichung getroffen. Diese Hidschrī-Zeitrechnung hat sich im Laufe der Zeit durchgesetzt und gilt bis heute als die wichtigste islamische Zeitrechnung.
Nach der islamischen Überlieferung war ʿUmar auch der erste Kalif, der in den verschiedenen Städten des Reiches Richter (Kadis) einsetzte. Weiterhin ist bekannt, dass sich ʿUmar bei der Regierung sehr stark auf das koranische Prinzip der Konsultation (šūrā) stützte. Zwar hörte er gelegentlich auch den Rat anderer Kreise, doch beschränkte er sich bei der Konsultation üblicherweise auf die verdienten mekkanischen Prophetengefährten. Zahlreiche Berichte beschreiben, wie er deren Meinung über wichtige politische und rechtliche Fragen einholte.

### Maßnahmen im religiösen Bereich
Auf religiöser Ebene war von wegweisender Bedeutung, dass ʿUmar während seiner Herrschaft die Kiswa („Verhüllung“) der Kaaba in Mekka auf Kosten des Staatshaushalts erneuern ließ. Damit wurde dieses ursprünglich heidnische Ritual zu einem wichtigen Herrschaftssymbol im islamischen Staat. Der Verehrung des Schwarzen Steins stand ʿUmar dagegen sehr kritisch gegenüber, weil er sie als Relikt paganen Steinkultes betrachtete. Berichtet wird auch, dass ʿUmar im Jahre 638 dafür sorgte, dass der Maqām Ibrāhīm, der sonst an einem festen Platz neben der Kaaba stand, wieder an seinen Platz kam. Er war im gleichen Jahr bei einer gewaltigen Überschwemmung in Mekka fortgerissen und aus der Stadt geschwemmt worden. Außerdem führte ʿUmar als neue gottesdienstliche Übung im Ramadan die nächtlichen Tarāwīh-Gebete ein.
Ob die erste Sammlung des Korans (dscham'u 'l-quran- ǧamʿu ʾl-qurʾān) bereits unter dem Kalifen Abu Bakr (573–634) veranlasst worden war oder ob sie erst unter ʿUmar zustande kam, lässt sich nicht eindeutig beantworten. Die islamische Überlieferung macht verschiedene Angaben. Üblicherweise wird berichtet, dass die Sammlung des Textes erst unter dem dritten Kalifen ʿUthmān endgültig abgeschlossen wurde.

### Maßnahmen im rechtlichen Bereich
ʿUmar nahm während seines Kalifats auch im Bereich des Strafrechts einige Veränderungen vor. So setzte er die nicht im Koran, sondern nur durch Präzedenzfälle des Propheten begründete Steinigung als Strafe für Ehebruch durch. ʿUmar berief sich bei dieser Maßnahme auf den sogenannten Steinigungsvers, von dem er behauptete, dass er ursprünglich im Koran gestanden habe, dann aber daraus gestrichen worden sei. Nach einer bekannten Überlieferung sagte er: „Ich habe gesehen, wie der Gesandte Gottes steinigen ließ, und wir haben nach ihm gesteinigt. Wenn die Leute mich nicht der Neuerungssucht beschuldigen würden, so hätte ich den Steinigungsvers in das Qorānexemplar eingetragen. Wir haben ihn aber wirklich recitiert.“ Theodor Nöldeke leitete daraus ab, dass die Steinigungsstrafe überhaupt erst durch ʿUmar eingeführt wurde, heute wird dies jedoch differenzierter gesehen.
Hinsichtlich der Verleumdung wegen Unzucht (qaḏf), auf die nach dem Text des Korans (Sure 24:4) 80 Peitschenhiebe stehen, wandte ʿUmar strengere Regeln an. Nach dem Koran sind vier Zeugen notwendig, um eine Person wegen außerehelichen Geschlechtsverkehrs (Zinā) zu verurteilen. Als im Jahre 638 vier Männer Mughīra ibn Schuʿba, den Statthalter von Basra, des außerehelichen Geschlechtsverkehrs mit einer Frau der Banū Hilāl anklagten, forderte er jeden einzelnen von ihnen auf, zu bezeugen, dass er gesehen habe, dass sein Geschlechtsteil in ihres eindrang, „so wie der Stift in den Schminkbehälter“ (ka-l-mīl fī l-mukḥula). Als einer der drei Männer, nämlich Ziyād ibn Abīhi, aussagte, dass er dies nicht genau gesehen habe, wurden die drei anderen Männer ausgepeitscht, die Anklage gegen Mughīra und die Frau wurde fallengelassen.
Außerdem verbot ʿUmar das überkommene Rechtsinstitut der zeitlich begrenzten, sogenannten „Genuss-Ehe“ (mutʿa), welche zu dieser Zeit noch viele Muslime praktizierten, wenn sie kurze sexuelle Beziehungen eingehen wollten. Anlass sollen verschiedene Fälle von Frauen gewesen sein, die infolge solcher mutʿa-Verbindungen schwanger geworden waren. ʿUmar verbot darauf die Mutʿa-Ehe, weil er fürchtete, dass sie zu einem Sittenverfall (daġal) führen werde. Die Einführung dieses Verbots stieß bei einigen Prophetengefährten aber auch auf Ablehnungː So wird von ʿAbdallāh ibn ʿAbbās überliefert, dass er, als die Rede auf ʿUmars Verbot kam, folgende Worte sagte: „Gott möge mit ʿUmar Erbarmen haben! Die Mutʿa war doch eine Erlaubnis Gottesǃ Mit ihr hat Er sich der Gemeinschaft (Umma) Muḥammads erbarmt. Wenn sein [ʿUmars] Verbot [der Mutʿa] nicht wäre, bedürfte nur ein Lump (illā šaqīy) der Unzucht!“

## Tod

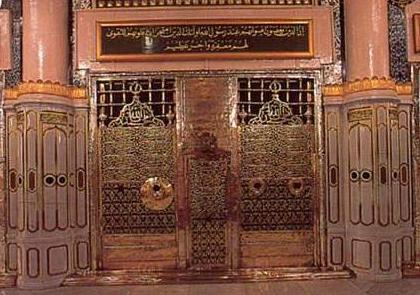
Grab von ʿUmar, in der Prophetenmoschee in Medina.

ʿUmar wurde am 31. Oktober 644, während er die Morgengebete leitete, von dem ehemaligen sassanidischen Offizier Piruz Nahavandi in Medina mit einem Dolch angegriffen. Piruz Nahavandi stach ʿUmar sechsmal in den Bauch und versuchte dann zu fliehen. Bei der Flucht soll er zwölf weitere Menschen verwundet haben, von denen sechs oder neun später starben, bevor er, in die Enge getrieben, mit seiner eigenen Klinge Selbstmord beging. ʿUmar starb am 3. November 644 an seinen Verletzungen. Piruz Nahavandi stammte aus der parthischen Familie der Karen, war ein Sklave des Prophetengenossen al-Mughīra b. Schuʿba und ehemaliger Soldat, der unter dem Oberbefehlshaber der Sassanidenarmee, Rostam Farrochzād, gedient hatte. Sein Motiv für den Angriff ist unklar (zu bedenken ist, dass der letzte sassanidische Großkönig Yazdgird III. zu diesem Zeitpunkt noch am Leben war). Der Attentäter wurde in Kaschan begraben.
Nach ʿUmars Tod trat das von ihm eingesetzte Schūrā-Gremium zusammen und wählte als Nachfolger ʿUthmān ibn ʿAffān.

## Nachkommen und Familie
ʿUmar hatte einen Sohn namens ʿAbdallāh, der als sehr fromm galt und nach der Schlacht von Siffin als möglicher Kompromisskandidat zwischen den Lagern von ʿAlī ibn Abī Tālib und Muʿāwiya I. als Kandidat für das Kalifat ins Spiel gebracht wurde. Er ist auch einer der wichtigsten Hadith-Überlieferer.